# RIKI
RIKI（りき）は、日本の漫画家、イラストレーター。ゲーム制作、アニメ制作、音楽アルバム制作、店舗プロデュースも手掛けている。

## 経歴
埼玉県ふじみ野市出身。
正確な時期は不明だが、Appleの系列であるアップルジャパンに所属していたことがあり、この時に、Appleが開発に携わった1996年発売のゲーム機「ピピンアットマーク」のゲームソフト開発や大手メーカーへの開発機器の貸し出しなどを行っていた。また、その後独立し、コンシューマー用のゲームソフト2本のプロデューサーとイラストを担当し制作を指揮したが、それらの作品は様々な事情の影響で世には出なかった。一方、同じく時期は不明だが、デザイン事務所に所属していたこともある。
2000年代より商業誌のイラストや漫画作品などを手掛ける。また、これと並行してインディーズレーベルで音楽アルバムを制作している。
ファミリーコンピュータ（ファミコン）などのレトロゲームが好きで様々なゲームを収集しており、その趣味が高じて、自費で店舗を3軒購入している。また、2013年には、ファミコンやその互換機、エミュレータで動作するゲームソフト『キラキラスターナイト』を制作し、以降、同様のコンセプトを持つゲームソフトを複数発売している。
2018年からは地元ふじみ野市への地域貢献を積極的に行っている。2018年には『キラキラスターナイト』をふるさと納税の返礼品として改良した特別バージョン『キラキラスターナイト ふるさと納税 ふじみ野版』を制作、その後、市主催のトークライブやゲーム大会、子供を対象としたイラスト教室などが行われ、2021年には市の文化施設「ふじみ野ステラ・イースト」の内部で公開されるアニメ「ふじみ野歴史アニメ」を制作、2022年には漫画「ふじみ野歴史まんが」が市の小中学校19校すべてのタブレット用教材として採用された。

## 作品

### 著作ゲーム
- キラキラスターナイト (2013年8月)
- 8BIT MUSIC POWER (2016年1月 コロンバスサークル)
- キラキラスターナイトDX (2016年10月 コロンバスサークル)
- 8BIT MUSIC POWER FINAL (2017年4月 コロンバスサークル)
- 8BIT RIKI ILLUSTRATIONS (2017年4月 三才ブックス)
- キラキラスターナイトDX the GOLD (2017年4月 三才ブックス)
- キラキラスターナイトAC (2017年4月 三才ブックス)
- 8BIT MUSIC POWER ENCORE (2017年12月 三才ブックス)
- キラキラスターナイト ふるさと納税 ふじみ野版 (2018年)
- アストロ忍者マン (2020年5月)
- キラキラスターナイトexa (2021年6月 Show Me Holdings)
- アストロ忍者マンDX (2022年2月 コロンバスサークル)
- アストロ忍者マンEXA (2022年9月 Show Me Holdings)
- 8BIT MUSIC POWER ENCORE (2024年5月 コロンバスサークル)
- RIKI 8Bit GAME Collection（2024年11月 シティコネクション）
  - 「キラキラスターナイト!」「アストロ忍者マン」「8BIT MUSIC POWER」「8BIT MUSIC POWER FINAL」「8BIT MUSIC POWER ENCORE」を収録。

### アニメ制作
- ふじみ野歴史アニメ (2021年3月 ふじみ野市)

### CM・アニメ・映画・ゲーム ドット絵素材
- シャフト40周年 MADOGATARI展 (2015年11月 西尾維新 講談社 アニプレックス シャフト アマナ) マナー動画
- 化物語 / 業物語 (2016年1月 西尾維新 講談社 アニプレックス シャフト アマナ) CM アプリ WEBゲーム
- ドラクエモンスターズ スーパーライト (2016年12月 スクウェア・エニックス) CM
- モンスターストライク x ファイナルファンタジー (2017年2月 株式会社ミクシィ XFLAG) CM
- 西尾維新大辞典 (2017年7月 西尾維新 講談社 アニプレックス シャフト) ドット絵 刺繍シャツ7種類
- 打ち上げ花火、下から見るか？ 横から見るか？ (2017年8月 東宝  アニプレックス シャフト) 劇中ゲーム
- ゲーム天国 CruisinMix (2017年11月 角川ゲームス) PlayStation 4 ボム３種類イラスト
- 星プロ シリーズ第一弾「はじまりの物語」 (2018年9月 NTTドコモ) CM ゲーム場面
- ゲーム天国 CruisinMix Special 極楽BOX (2018年11月 角川ゲームス) PlayStation 4 ボム３種類イラスト
- 続・終物語 (2018年11月 西尾維新 講談社 アニプレックス シャフト) 8ビットグラフィック グッズ67種
- ブランニューパレード (2019年3月 ワーナーミュージック・ジャパン) ゲーム場面
- パチスロ 物語シリーズ セカンド (2020年3月 セガサミー) ドット絵
- パチンコ 物語シリーズ セカンド (2021年2月 セガサミー) ドット絵
- ポカリスエット「潜在能力は君の中。」 (2024年7月 大塚製薬) CM ドット絵

### 単行本
- 8BIT MUSIC POWER サウンドブック (2016年6月 三才ブックス) 三才ムックvol.878
- キラキラスターナイトDXパーフェクトブック (2017年4月 三才ブックス) 三才ムックvol.945
- 8BIT MUSIC POWER ファイナル＆アンコール (2017年12月 三才ブックス) 三才ムックvol.980
- ふじみ野歴史まんが (2022年10月 ふじみ野市 教育委員会)
- アストロ忍者マン忍法帖 (2022年11月 三才ブックス)

### 漫画・イラスト・コラム・ゲーム
- 格闘ゲームQ&A (闘劇魂 2005年9月Vol.1創刊号 - 2009年2月Vol.12休刊号 エンターブレイン)
- ヤングチャンピオン烈 創刊記念特別小冊子 (2006年6月 秋田書店) 表紙
- ヤングチャンピオン烈  Volume1 創刊号 (2006年6月 秋田書店) 裏表紙
- 熱烈！チェリー道場 (ヤングチャンピオン烈 2006年6月Volume01 - 2014年11月2014年No.12号 秋田書店)
- ププッピＤｏ！ (ヤングチャンピオン烈 2006年10月Volume03 - 2010年5月No.06号 秋田書店)
- Chroniques de Sillage Vol.5 (2008年3月 Delcourt) ジャン＝ダヴィッド・モルヴァン バンドデシネ 各章扉絵カラーイラスト
- SILLAGE RETOUR DE FLAMMES - EDITION SPECIALE 10 ジャン＝ダヴィッド・モルヴァン バンドデシネ カラーイラスト
- リトルバスターズSSS Vol.3 (2008年8月 ハーヴェスト出版) 表紙、挿絵
- こみゅにけーしょん のーと (闘劇魂 携帯壁紙 2009年1月 - 2009年3月 エンターブレイン) 企画、イラスト
- 夜明け前より瑠璃色な1 マジキュー4コマ (2009年8月 エンターブレイン) 表紙
- ヒロインピンチ!ぜったいに負けないんだから…! (2011年2月 エンターブレイン) 表紙
- 快盗天使ツインエンジェル3 (2011年10月 サミー株式会社) 演出イラスト ※書籍版 (2012年6月 角川書店)
- PACHISLOT ToHeart2 (2012年2月 サミー株式会社) 演出イラスト ※PS3版 (2012年10月 アクアプラス) 画集掲載
- はぐれ勇者の鬼畜美学 アンソロジーコミック1巻 (2012年9月 エンターブレイン) 表紙
- カイジ 最強博徒伝説 (2013年2月 GREE) オリジナル敵キャラクター
- デジモンコレクターズ (2013年4月 GREE) マーメイモン / エンジェントマーメイモン
- 戦国闘檄 (2013年4月 キャラメルBOX) 冬姫
- 異世界じゃなくて、現実世界で魔王になったら -蝕む黒の霧- (2014年7月 NMG文庫) 表紙、挿絵
- 優悪 LOVER'S (別冊ヤングチャンピオン 2014年11月 - 2024年 秋田書店) ※連載中
- アイドリズム (2015年3月 トムス エンタテインメント) スマホゲーム RIKI漫画版コラボ
- 逆転裁判 in ジョイポリス (2015年4月 カプコン) 実寸大法廷壁面背景
- Working of Rabbian (2015年8月 FANTEC) iOS タイトルイラスト
- ゲームラボ (2015年5月号 - 2017年8月号 三才ブックス) 表紙
- RIKIのレゲー日和 (ゲームラボ 2015年4月号 - 2017年6月号休刊号 三才ブックス) コラム
- アイドリズム de おうちイズム (チャンピオンRED 2015年2月号 - 2015年8月号 トムス エンタテインメント)
- Rabbian -Rescue Operation- (2016年3月 FANTEC) iOS タイトルイラスト
- 花王 Biore ニオワンダーランドＺ (2017年4月 花王) ニコニコ超会議 舞台背景17枚
- ツインエンジェルBREAK (2017年6月 サミー株式会社) パチスロ 演出イラスト
- ツインエンジェルBREAK COMPLETE WORKS (2017年7月 ガイドワークス) 書籍版 イラスト収録
- 秋コレ 2018第25号 (2018年10月 株式会社秋コレ) 表紙
- A-SLOT ツインエンジェルBREAK (2018年10月 サミー株式会社) パチスロ 演出イラスト
- マギアレコード 魔法少女まどか☆マギカ外伝 (2021年9月 シャフト) エンドカード
- アイドル雀士スーチーパイ サターントリビュート 特装版 (2022年12月 シティコネクション) Nintendo Switch イラスト6枚
- アイドル麻雀 ファイナルロマンス 2・R・4 Special 特装版 (2023年8月 DMM GAMES) Windows イラスト3枚
- ストーンプロテクターズ (2024年 コロンバスサークル) SFC / MD カセット 表紙2枚

### 成年向け・単行本
- オナペッチュ (2004年9月 コアマガジン)
- コケティッチュ (ドラマCD付 初回限定版：2005年7月、普及版：2006年1月 コアマガジン)
- ラブラブ・ポンチ (2008年2月 フランス書院) 4コマ漫画
- SMILE CAT (2008年12月 オークス) フルカラーコミック

### 成年向け・アニメ・ゲーム・小説
- ふたなりっ娘 シリーズ計24冊 (2004年7月 - 2010年6月 一水社) 表紙
- パイのパイのパイ (2004年11月 Voice-type・Vol.8 コアマガジン) フルボイスデジタルコミック 声優：金田まひる
- 祥華女学園へようこそ 僕は理事長 (2005年10月 キルタイムコミュニケーション) 表紙、挿絵
- ロリペッチュ (2006年2月 Voice-type・Vol.14 コアマガジン) 原画・動画を渡辺明夫によるアニメ化 声優：野ノ宮恋
- YOU湯メイクLove (2006年8月 Voice-type・Vol.16 コアマガジン) アニメ化 声優：金松由花、白井綾乃、紫苑みやび
- コミックドルフィン (2006年11月号 - 2007年3月休刊号 司書房) 表紙
- はぴねす! ういんたー (2007年1月 ハーヴェスト出版) 表紙、挿絵
- ちん☆ぽん☆ぱん☆ (2007年5月 ハーヴェスト出版) 原作、表紙、挿絵
- ミミっこヨメっこ (2008年6月 あっぷるみんと) 原作、原画
- リトルバスターズ!エクスタシーH&H vol.4 (2009年5月 ハーヴェスト出版) 表紙、挿絵
- 脱衣麻雀つゆだく！ (TECH GIAN 2011年12月号 - 2012年5月号 エンターブレイン) 原案、原画、背景
- にょたいか ダイナマイツ! シリーズ計6冊 (2013年6月 - 2015年3月 一水社) 表紙
- ちびドル (2014年12月 えっチラおっチラ) 企画、原案、原画、背景、着彩
- にょたいか シリーズ計5冊 (2016年4月 - 2017年7月 メディアックス) 表紙

## キャラクターデザイン・店舗看板
- BIT「BITちゃん」 (2002年11月) 川越 / 大宮 パソコンショップ
- ドラゴンコンピュータ 「ドラゴンキャットちゃん」 (2003年9月) 秋葉原 パソコンショップ
- ミントペパーランド「ミントちゃん」 (2010年7月) 埼玉 カードショップ
- 夢人島 (2010年9月) 埼玉 8ビットゲーム&アニコスバー
- 居酒屋 琳琳「リンリンちゃん」 (2011年3月) 秋葉原 居酒屋
- ニモ印刷工房「ニモちゃん」 (2011年5月) 千葉 印刷所
- 安藤のFamicomHouse「パソくん」「ファミちゃん」 (2011年6月) ソフトウエア
- あきば倶楽部 (2011年9月) 秋葉原 雀荘
- トリプルドラゴン「トリドラちゃん」 (2011年10月) 秋葉原 パソコンショップ
- メイドエステ萌「萌ちゃん」 (2012年4月) 大阪 リフレクソロジーサロン
- 執事エステ萌「萌くん」 (2012年4月) 大阪 ボディケア リラクゼーションサロン
- まんが王国とっとり「さっきゅん」 (2012年7月) 鳥取 イベント用イメージキャラクター
- HINOMARU BENTO「うさまるちゃん」 (2012年11月) 海外フィリピン 弁当屋
- ANIME屋さん「メイアちゃん」 (2012年11月) 海外フィリピン フィギュアショップ
- ぐるみ堂 「くるみちゃん」 (2013年3月) フィギュアショップ
- きぼうのとびら (2018年8月 ＮＰＯワーカーズコープ) 就労応援プラザ

## 音楽アルバム
- ププッピＤｏ！ 主題歌 (2006年10月) ヤングチャンピオン烈 連載開始記念 ネット配信
- 東方VS眼球 (2009年3月 メガピコ)
- IS ～インターセクシャル～ (2009年5月) ふたけっとテーマソング
- 東方ドリフ (2009年8月 メガピコ)
- 東方デラべっぴん (2009年12月 メガピコ)
- ミントペパーランド CD (2010年7月 ミントペパーランド) 店舗のみ販売
- 東方DX (2010年8月 メガピコ)
- DUAL ACT ドラマ (2011年10月) ネット配信
- ニモ印刷工房 イメージソング＋ドラマ (2012年4月) ネット配信
- ANIMEYASAN CD (2012年11月 ANIMEYASAN) 海外フィリピン 店舗のみ販売
- キラキラスターナイト パーフェクトブック (2013年8月)
- キラキラスターナイト 8BIT LIVE (2013年12月) ライブチケット購入特典
- キラキラスターナイト改 (2013年12月)
- ちびドル パッケージ版 (2014年12月) サントラCD付属
- 8BIT MUSIC POWER サウンドブック (2016年6月 三才ブックス) データCD収録
- Kira Kira Star Night Arrange Contest (2016年8月 ユメノソラホールディングス) ライブチケット購入特典
- 8BIT MUSIC POWER - RIKI collection - (2016年11月 日本コロムビア)
- 8BIT キラキラスターナイトDX - RIKI collection - (2017年4月 日本コロムビア)
- キラキラスターナイトDXパーフェクトブック (2017年4月 三才ブックス) データCD収録
- 8BIT MUSIC POWER FINAL - RIKI collection - (2017年10月 日本コロムビア)
- 8BIT MUSIC POWER ファイナル＆アンコール (2017年12月 三才ブックス) データCD収録
- キラキラスターナイト ふるさと納税 ふじみ野版 - RIKI collection - (2018年7月) データCD収録
- 8BIT アストロ忍者マンEXA - RIKI collection - (2022年9月 日本コロムビア)

## 出演 メディア・イベント
- キラキラスターナイト・リリースパーティー (2013年10月) 川崎 CLUB月あかり夢てらす 音楽演奏：HALLY、ROBOKABUTO、TAPPY、KUNIO、TARAKO、司会：RIKI
- noLIFE 「toco toco 45」 (2013年10月) 海外フランス 出演：RIKI
- キラキラスターナイト 8BIT LIVE (2013年12月) 秋葉原ラオックス アソビットシティー 音楽演奏：ROBOKABUTO、TAPPY、KUNIO、とろ美、君島りさ、ゲーム実況プレイ：せんとす、司会：RIKI
- Family Radio Show (2014年5月 YMCK ラジオ) 司会：除村武志、ゲスト：RIKI
- 大人のファミコン大会 (2014年8月) 高田馬場 CASE Shinuku 出演：RIKI、ゲスト：除村武志
- ゲーラボミーティング2014 summer (2014年8月 三才ブックス) 秋葉原 CAFE BAR SIXTEEN 出演：RIKI
- 東京ペディション2014 (2014年12月 三才ブックス) ベルサール秋葉原 出演：RIKI、ゲスト：慶野由利子、小野浩
- HELLO WORLD (2015年10月 FMラジオ J-WAVE) 司会：DJ TARO、ゲスト：RIKI
- ゲームラボ (2016年1月号 三才ブックス) 座談会：RIKI、国本剛章、慶野由利子
- 東京ペディション2015 (2015年12月 三才ブックス) ベルサール秋葉原 出演：RIKI、ゲスト：塩田信之
- AKIBAPOP：SHINNEN ～ Episode2 ドウジョウの攻撃 ～ (2016年1月) 秋葉原UDX 出演：RIKI
- 藤本健のDTMステーション (2016年2月) 座談会：RIKI、塩田信之
- 日経MJ 「トレンド面」 (2016年2月 日本経済新聞社) 特集：RIKI
- ファミ通ドットコム (2016年2月) 座談会：RIKI、塩田信之、与猶啓至
- 8BIT MUSIC POWER LIVE (2016年2月 ユメノソラホールディングス) とらのあな秋葉原店C 出演者：国本剛章、佐野広明、梶原正裕、塩田信之、慶野由利子、Tappy、hally、与猶啓至、小野浩、司会：RIKI
- Family Radio Show (2016年2月 YMCK ラジオ) 司会：除村武志、ゲスト：RIKI
- HELLO WORLD (2016年2月 FMラジオ J-WAVE) 司会：DJ TARO、ゲスト：RIKI
- ゲームラボ (2016年4月号 三才ブックス) 対談：RIKI、塩田信之
- ゲームラボ (2016年6月号 三才ブックス) 対談：RIKI、与猶啓至
- ゲーム音楽大全 ナムコ名作CD付き (2016年5月 宝島社) インタビュー：RIKI
- 8BIT MUSIC POWER LIVE COMPLETE (2016年6月 ユメノソラホールディングス) とらのあな秋葉原店C 出演者：Omodaka、梶原正裕、国本剛章、慶野由利子、Saitone、サカモト教授、佐野広明、塩田信之、Tappy、hally、与猶啓至、小野浩、司会：RIKI
- Branching Paths (2016年7月 Assemblage) 海外フランス ドキュメンタリー映画 出演：RIKI
- キラキラスターナイトDX the GOLD (2016年8月 ユメノソラホールディングス) 秋葉原UDX ゲームイベント 音楽演奏：松前真奈美、トークライブ：Sntrr、ZUN、司会：RIKI
- ゲームラボ (2016年9月号 三才ブックス) 対談：RIKI、松前真奈美
- Withnews (2016年9月 朝日新聞) 特集：RIKI
- ゲームラボ (2016年10月号 三才ブックス) 対談：RIKI、hally、ZUN
- ほぼほぼ (2016年10月 テレビ東京) 司会：山里亮太、出演：RIKI
- ゲームラボ (2016年11月号 三才ブックス) 対談：RIKI、小野浩
- 8BIT MUSIC POWER CD リリースパーティー (2016年11月 日本コロムビア) 秋葉原MOGRA 音楽演奏：Omodaka、hally、Tappy、Saitone、TORIENA、司会：RIKI
- モーニングCROSS 「週刊アスモノ」 (2016年10月 TOKYO MX) リポーター：矢崎飛鳥、出演：RIKI
- ゲームラボ (2016年12月号 三才ブックス) 対談：RIKI、古代祐三
- 激白！8BIT AFTER HOURS ～ オフレコ秘話 ～ (2016年12月 ユメノソラホールディングス) とらのあな秋葉原店C 出演者：塩田信之、Sntrr、RIKI
- ゲームラボ (2017年1月号 三才ブックス) 対談：RIKI、下田裕
- ゲームラボ (2017年2月号 三才ブックス) 対談：RIKI、渡部恭久
- 東京新聞 (2017年1月 中日新聞東京本社) 「ひと物語」 特集：RIKI
- ゲームラボ (2017年3月号 三才ブックス) 座談会：RIKI、塩田信之、Sntrr
- ABChanZoo 「コタツに入ってファミコン大会」 (2017年2月 テレビ東京) 出演：A.B.C-Z、ゲームプレイ協力：RIKI
- ゲームラボ (2017年4月号 三才ブックス) 座談会：RIKI、国本剛章、慶野由利子
- Family Radio Show (2017年4月 YMCK ラジオ) 司会：除村武志、ゲスト：RIKI
- 8BIT RIKI トークショウ (2017年4月 M3) 出演：RIKI、ゲスト：中潟憲雄
- Mr.ドットマン ワークショップ / トークショー (2017年8月) 出演：小野浩、ゲスト：RIKI
- 読売プレミアム いまコレ (2017年9月 読売新聞) 出演：RIKI
- ゲーム天国 復活記念!! 超ハイパーおちゃらけ座談会 (2017年11月) 出演：かないみか、丹下桜、RIKI
- 8BIT MUSIC POWER ファイナル＆アンコール (2017年12月 三才ブックス) 対談：RIKI、中潟憲雄、荒川憲一
- RIKI・塩田信之 トークショー＆サイン会 (2017年12月 書泉) 秋葉原書泉ブックタワー 出演者：RIKI、塩田信之
- デイリーニュース (2018年1月 ケーブルテレビ J-com) リポーター：川口智美、出演：RIKI
- Mr.ドットマン in SENDAI (2018年1月) 出演：小野浩、ゲスト：中潟憲雄、RIKI
- 市報ふじみ野 No.150 (2018年3月 ふじみ野市役所) 掲載：「RIKIの8BIT展」
- RIKIのトークショウ (2018年3月 ふじみ野市) ふじみ野市役所 出演者：RIKI
- EDAMAME Arcade Channel (2018年5月 スクウェア・エニックス) 出演：トム、カブキン、RIKI
- クラシックゲーム a Go Go (2018年6月 カンゼン) インタビュー：RIKI
- RIKI 8bit Night! (2018年7月 あそカル！) 池袋ナンジャタウン 出演者：RIKI、齋藤博人
- RIKIのマンガ教室 (2018年7月 ふじみ野市役所) 上野台小学校 サマーチャレンジ企画 講師：RIKI
- RIKIのイラスト教室 (2018年8月 放課後児童クラブ) ふじみ野市 駒西小学校、福岡小学校 講師：RIKI
- 毎日新聞 (2018年8月 株式会社毎日新聞社) 特集：RIKI
- 市報ふじみ野 No.156 (2018年9月 ふじみ野市役所) 掲載：ふるさと返礼品専用ゲーム
- 朝日新聞 (2018年9月 株式会社朝日新聞社) 特集：RIKI
- 市報ふじみ野 No.158 (2018年11月 ふじみ野市役所) 掲載：ふるさと返礼品専用ゲーム
- こどもフェス (2018年11月 放課後児童クラブ) 「RIKIゲーム大会」「RIKIトークショウ」
- アートフェスタ (2018年11月 ふじみ野市役所)「キラキラスターナイト ふるさと納税 ふじみ野版 ゲーム大会」「RIKIと阿保剛のトークショウ」
- ゲームラボ (2018年12月発売 三才ブックス) 対談：RIKI、齋藤博人
- RIKIのプラバン教室 (2019年1月 放課後児童クラブ) さぎの森小学校、西小学校 講師：RIKI
- ゲームラボ (2019年5月発売 三才ブックス) 座談会：RIKI、荒井正広、風穴尚紀
- キラキラスターナイト ハイスコア大会 (2019年6月 さいたまeスポーツ協会) 市民会館おおみや 開催
- RIKIのイラスト教室 (2019年7月 ふじみ野市役所) 上野台小学校 サマーチャレンジ企画 講師：RIKI
- RIKIのeスポーツ教室 (2019年7月 ふじみ野市役所) 上野台小学校 サマーチャレンジ企画 講師：RIKI
- RIKIのeスポーツ ゲーム大会 (2019年12月 ふじみ野ソヨカ) 協力：さいたまeスポーツ協会 講師：RIKI
- ゲームラボ (2019年12月発売 三才ブックス) 対談：RIKI、飯島修
- ゲームラボ (2021年6月発売 三才ブックス) 対談：RIKI、並木学
- RIKIのイラスト教室 (2021年11月 ステラ・イースト) 魅力発信事業 講師：RIKI
- ゲームラボ (2022年6月発売 三才ブックス) 対談：RIKI、塩田信之
- RIKI × 図書館＝？ (2022年11月 上福岡図書館) 講談：RIKI
- ゲームラボ (2022年12月発売 三才ブックス) 対談：RIKI、W.TOCOMA
- ゲームラボ (2023年6月発売 三才ブックス) 対談：RIKI、冨田朋也
- ゲームラボ (2023年12月発売 三才ブックス) 座談会：RIKI、塩田信之、阿保剛
- ゲームラボ (2023年6月発売 三才ブックス) 対談：RIKI、Tappy (M2 春日達彦)
- 地域協働学校 キャリア教育講演会 (2024年2月 ふじみ野市役所) 福岡中学校学校 講師：RIKI

## 展覧会
- RIKIの8BIT展 ～知ったらハマる8BITな世界～ (2017年9月 主催：埼玉県) 埼玉県川口市 彩の国ビジュアルプラザ
- RIKIの8BIT展 ～知ったらハマる8BITな世界～ (2018年3月 主催：ふじみ野市) ふじみ野市役所ギャラリー
- 「ふじみ野150年」-（2019年10月～12月　主催：ふじみ野市立大井郷土資料館）ふじみ野市立上福岡歴史民俗資料館